# Nghi Công Nam
Nghi Công Nam là một xã thuộc huyện Nghi Lộc, tỉnh Nghệ An, Việt Nam.

## Địa lý
Xã Nghi Công Nam có vị trí địa lý: 
- Phía đông giáp huyện Hưng Nguyên
- Phía tây và phía nam giáp huyện Nam Đàn
- Phía bắc giáp xã Nghi Công Bắc.

Xã có diện tích 18,07 km², dân số năm 2002 là 5.718 người, mật độ dân số đạt 316 người/km².

## Lịch sử
Trước đây, địa bàn xã Nghi Công Nam là một phần của xã Nghi Công thuộc huyện Nghi Lộc.
Ngày 10 tháng 4 năm 2002, thành lập xã Nghi Công Nam trên cơ sở chia tách xã Nghi Công. Xã Nghi Công Nam có 1.807 ha diện tích tự nhiên và 5.718 nhân khẩu.
Nghi Công Nam bao gồm 10 xóm sau khi được tách ra. Bao gồm xóm 1,2,3,4,5,6,7 giữ nguyên từ " Nghi Công" cũ. Xóm 9 và xóm 10 được tách ra lập mới từ xóm 8 " Nghi Công" cũ.
Năm 2019 sát nhập 4 xóm thành 2 xóm như sau: Xóm 3, Xóm 4 sát nhập thành xóm 3. Xóm 9, xóm 10 sát nhập thành xóm 9.